# Dallia delicatissima
Espèce
Statut de conservation UICN

LC : Préoccupation mineure
Dallia delicatissima est une espèce de poissons d'eau douce de la famille des Umbridae endémique de Russie.

## Répartition et habitat
Dallia delicatissima se rencontre dans la région de Tchoukotka et notamment dans la péninsule Tchouktche (Sibérie extrême orientale). Ce poisson occupe les zones fluviales de cette péninsule, mais vit également dans des lacs de cette région, notamment le lac Pil' khykai.

## Description
Dallia delicatissima est un poisson d'eau douce démersal.

## Risque d'extinction et préservation
L'espèce Dallia delicatissima présente un risque d’extinction faible (LC selon l'UICN).

## Classification
Le nom valide complet (avec auteur) de ce taxon est Dallia delicatissima Smitt, 1881.

## Étymologie
Son épithète spécifique, du latin delicatissima, « le plus délicieux », fait référence à la saveur de ce poisson qui est un « véritable délice et dont le goût ressemble quelque peu à l'anguille, mais en plus fin et plus charnu » selon Adolf Erik Nordenskiöld (1832-1901), qui a dirigé l'expédition durant laquelle cette espèce a été découverte.